# Corvula
Corvula – rodzaj ryb z rodziny kulbinowatych (Sciaenidae).

## Klasyfikacja
Gatunki zaliczane do tego rodzaju:
- Corvula batabana
- Corvula macrops
- Corvula sanctaeluciae